# Miquel Clar Lladó
Miquel Clar Lladó   (Llucmajor, 8 de desembre de 1938) és un empresari i polític de centre mallorquí.
Clar fou el primer batle de la democràcia de Llucmajor entre 1979 i 1983 per Unió de Centre Democràtic (UCD) i diputat del Parlament de les Illes Balears per Unió Mallorquina (UM) entre 1984 i 1987. Durant el seu mandat fou revisat el Pla General d'Ordenació Urbana de Llucmajor, i es bastiren el poliesportiu municipal i la llar d'ancians.